# スタンリー (駆逐艦)
スタンリー (USS Stanly, DD-478) は、アメリカ海軍の駆逐艦。フレッチャー級駆逐艦の1隻。艦名はファビアス・スタンリー少将にちなむ。

## 艦歴
1941年9月15日にチャールストン海軍工廠にて起工、1942年5月2日に進水、1942年10月15日にジェームズ・M・ロビンソン少佐指揮下にて就役した。

### 1943年
試運転のためサムター要塞を通過し、キューバ沖へ航行した。1943年1月7日にチャールストンに戻り、2月28日まで東海岸及びグアンタナモ湾にて行動した。その後デラウェア湾に向かい、軽巡洋艦「サンタフェ」と合流、パナマ運河を通過し、3月22日に真珠湾に入港し、潜水艦哨戒、演習、護送船団の護衛を行った。5月14日、西へ向かう船団の護衛に就き、ニューカレドニアのヌメアに入港した。
3か月間ヌメアにて護衛任務に従事し、護送船団と共にエスピリトゥサント島へ航行した後、駆逐艦「チャールズオースバーン」「クラクストン」および「ダイソン」と共にソロモン諸島に向かい、8月27日までガダルカナル島北東の海域にて哨戒を行った。「スタンリー」は9月13日にヌメアに戻り、機関の修理及び補給を行った。
10月はフロリダ島からソロモン諸島の様々な島への護送船団を護衛し、10月末に第39任務部隊に加わった。部隊がブカ島を攻撃している間、日本海軍の高速魚雷艇を撃退した。その夜遅く、残りの機動部隊に加わり、ブーゲンビル島南の島々を砲撃し、エンプレス・オーガスタ湾を北上した。 
11月1日遅く、第39任務部隊は日本軍の地上部隊を目撃したが、エンプレス・オーガスタ湾を出港する翌日未明まで交戦は出来なかった。11月2日の2時30分のレーダー探査により日本軍を補足し、「スタンリー」は他の3隻の駆逐艦と共に雷撃を行った。アーロン・S・メリル少将の巡洋艦がその後の戦闘の主役となったが、スタンリーを含むアーレイ・バーク大佐麾下の第23駆逐戦隊は砲撃により駆逐艦「初風」撃沈に貢献した。ブーゲンビル島沖海戦では他にも日本海軍の軽巡洋艦「川内」が撃沈された。大森仙太郎少将はタロキナ岬への上陸作戦を達成出来ずに北方に後退した。夜明けに米軍の艦は数隻の輸送船と合流するため移動した。途中、第39任務部隊はラバウルからの100機の襲撃を撃退し、翌日にツラギ島の港に到着した。
1943年11月から12月にかけて、「スタンリー」はニューヘブリディーズ諸島およびソロモン諸島にて行動した。11月16日、駆逐艦「コンヴァース」と共に日本の潜水艦を砲撃し、恐らく撃沈した。12月24日にはマサンゴン島を砲撃し、演習のためソロモン諸島から出港した。 

### 1944年
1944年1月29日、演習を終えソロモン諸島に戻り、哨戒、火力支援および護送船団の護衛に従事した。3月24日から30日にかけて、「スタンリー」はパラオ諸島への航空攻撃を行う第58任務部隊の空母を護衛した。4月30日までマジュロにて修理を行い、5月までマジュロ周辺の作戦と演習に費やした。6月3日から8日まで、重巡洋艦「インディアナポリス」と共にマジュロからクェゼリン環礁、エニウェトク環礁への航路を維持し、その後第58任務部隊に再び加わった。
第58任務部隊は6月11日にマリアナ諸島への空襲を開始し、「スタンリー」は空母の護衛に就いた。6月15日と16日に第58.4任務群が小笠原群島の硫黄島および父島へ航空攻撃を行った際にも、空母の護衛に就いた。18日、第58.4任務群は第58任務部隊と合流、6月20日にグアム島とロタ島の砲撃に参加し、2日後、サイパン島へ向かい米軍の防衛と支援を行った。7月3日までサイパンの海域を哨戒した後、第58.4任務群はエニウェトク環礁へ後退した。7月18日にマリアナ諸島に戻り空母を護衛し、その後米国への帰投を命じられた。
エニウェトク環礁、真珠湾を経由し、8月17日にサンフランシスコのベスレヘム造船所に入った。9月をオーバーホールに費やし、10月初旬に試運転が行われた。10月18日に真珠湾に戻り、11月10日にウルシー環礁に向かって出航し、11日後到着した。「スタンリー」は11月の残りと12月初週までウルシー環礁に留まり、その後フィリピンへ航行、12月11日にレイテ湾に到着した。1944年の残りの期間はサンペドロ湾での任務にあたった。

### 1945年
1945年1月4日、チャールズオースバーン、フート、コンヴァース、スタレットと共にサンペドロ湾から出撃し、ルソン島北部への上陸部隊を支援した。27日まで輸送航路を哨戒し、日本軍が大規模な神風特攻隊の攻撃を開始した際、攻撃部隊の索敵任務に就いた。1月31日にレイテ島を離れ4日後にウルシー環礁に入り、2月8日にはサイパンに向かい6日間サイパンの海域を哨戒した。その後、2月16日から3月13日まで硫黄島の海域にて哨戒任務に就いた。3月15日にサイパンを経由してウルシー環礁に入り、3月27日まで修理を行い、その後沖縄に向かった。
4月上旬、「スタンリー」は索敵任務で沖縄周辺を航行した。4月12日、神風特攻隊による大規模な攻撃が行われ、カッシンヤングが損傷を負った際、救援に向かい、対空哨戒にあたった。米軍戦闘機と神風特攻隊が上空で戦闘を行う中、突然ロケット推進の桜花が500ノット (930 km/h) を超える速度で「スタンリー」に向かって急降下で迫った。「スタンリー」は喫水線の5フィート (1.5 m) 上にある船首右舷に特攻を受け、弾頭は爆発することなく船体を貫通した後、海面で爆発した。
損傷を修理するためにグアムのアプラ港に移動し、日本が降伏するまでの2か月半以上滞在した。8月30日、メアアイランド海軍造船所にてオーバーホールが完了後、海岸を南下しサンディエゴに向かい、予備艦隊に入った。

### 戦後
「スタンリー」は1946年10月に退役し、太平洋予備艦隊に属したが、1970年12月1日に海軍船籍から除籍され、1972年2月にスクラップとして売却された。

## 勲章
「スタンリー」は第二次世界大戦中の功績により9個の従軍星章を受章し、ソロモン諸島での戦いにおける功績から殊勲部隊章を授与された。